# اژدهای سرخ (فیلم)
اژدهای سرخ (انگلیسی: Red Dragon) فیلم دلهره‌آور روان‌شناختی ساخت ۲۰۰۲ است که بر اساس رمان چاپ ۱۹۸۱ از توماس هریس ساخته شده‌است. کارگردانی این فیلم بر عهدهٔ برت رتنر بوده و فیلم‌نامهٔ آن را تد تلی به نگارش درآورده است. این فیلم پیش‌درآمدی بر فیلم ۱۹۹۱ سکوت بره‌ها است و آنتونی هاپکینز نقش روان‌شناس و قاتل زنجیره‌ای هانیبال لکتر را بازآفرینی می‌کند.

## خلاصه داستان
داستان این فیلم ۲ سال قبل از حوادث فیلم سکوت بره‌ها اتفاق می‌افتد. در سال ۱۹۸۰ ویل گراهام که مأمور اف‌بی‌آی است و مهارت خاصی در شناسایی و دستگیری قاتلین زنجیره‌ای دارد، هانیبال لکتر را دستگیر می‌کند اما برخوردی بسیار خونین و خطرناک بین او و هانیبال رخ می‌دهد. از آن پس گراهام خود را بازنشسته می‌کند اما یک قاتل حرفه‌ای دست به جنایاتی می‌زند و گراهام دوباره به خدمت فراخوانده می‌شود. گراهام برای حل این پرونده با هانیبال دیدار می‌کند تا از او کمک بگیرد…
دراین فیلم ادوارد نورتون نقش اول فیلم می باشد .

## بازیگران
- ادوارد نورتون در نقش ویل گراهام
- آنتونی هاپکینز در نقش هانیبال لکتر
- رالف فاینس در نقش فرانسیس دالرهاید
- هاروی کایتل در نقش جک کرافورد
- امیلی واتسون در نقش ریبا مک‌کلین
- مری-لوئیس پارکر در نقش مالی گراهام
- فیلیپ سیمور هافمن در نقش فردی لوندس
- آنتونی هلد در نقش فردریک چیلتون
- بیل دوک در نقش رئیس پلیس
- کن لئونگ در لوید بومن
- استنلی اندرسون در نقش جیمی پرایس
- فرانک ویلی در نقش رالف مندی
- فرانکی فیزن در نقش بارنی متیوس
- تایلر پاتریک جونز در نقش جاش گراهام
- آزورا اسکای در نقش کتاب‌فروش
- الن برستین در نقش مادربزرگ دالرهاید